# Asplenium adiantifrons
Asplenium adiantifrons là một loài thực vật có mạch trong họ Aspleniaceae. Loài này được (Hayata) Ching miêu tả khoa học đầu tiên năm 1965.